# フェルナンド・アロンソ (バレエダンサー)
フェルナンド・アロンソ（Fernando Juan Evangelista Eugenio de Jesús Alonso Rayneri、1914年12月14日 - 2013年7月27日）は、キューバのバレエダンサー・バレエ指導者である。妻は同じくバレエダンサーのアリシア・アロンソで、一女をもうけたが離婚した。1948年にアリシアとともにバレエ団を創設し、これが後にキューバ国立バレエ団（en:Cuban National Ballet）となった。

## 生涯
1914年、ハバナの生まれ。1935年にデビューを果たした。
1937年に妻アリシア、弟のアルベルトとともにアメリカ合衆国に出国した。彼とアリシアはアメリカン・バレエ・シアターに入団し、1948年まで在籍した。
1948年に3人はハバナに戻り、アリシア・アロンソバレエ団を設立した。このバレエ団は1955年にバレエ・デ・キューバ、1959年にキューバ国立バレエ団と改称した。アリシアとの間に1938年に一女ラウラが誕生したが、後に離婚した。
キューバ国立バレエ団を離れた後は、キューバ中部の都市カマグエイにあるバレエ団の指導者となった。2000年には、キューバ国家ダンス功労賞を受賞した。2013年7月27日に、腎臓疾患による死去が報じられた。